# Estación de Balham
Balham es una estación del metro de Londres situada en el barrio de Balham, municipio de Wandsworth, en Londres, Reino Unido.
Inaugurada en 1856 para servicios de ferrocarril convencional y en 1926 para servicios de metro, tiene servicios de la Northern Line en el metro y de National Rail en ferrocarril convencional.